# 로마령 갈리아

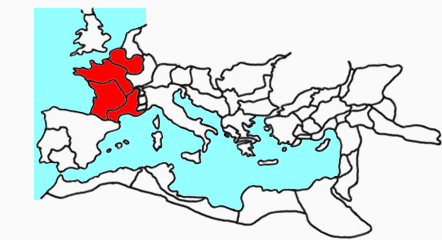
로마령 갈리아

로마령 갈리아는 기원전 1세기부터 서기 5세기까지 로마 제국 통치하에 있던 갈리아 지역을 뜻한다.
로마 공화정은 남부 지역을 점령하여 합병한 기원전 121년부터 갈리아 켈티카 지역을 차지하기 시작했다. 율리우스 카이사르는 기원전 58년부터 기원전 51년까지 일어난 갈리아 전쟁에서 켈트족을 격파하여 정복을 완료했다. 기원전 22년에 갈리아의 행정 체계가 재개편되면서, 갈리아 아퀴타니아, 갈리아 벨기카, 갈리아 루그두넨시스 속주가 설치되었다. 갈리아 동부 지역 일부는 라이티아 (기원전 15년)와 게르마니아 수페리오르 (83년) 속주로 통합되었다.
고대 후기에 갈리아와 로마 문화는 갈로로마 문화로 혼합되었다. 갈리아어는 중세 기간에 갈리아로망스어 (프랑스어, 오크어)로 발전한 후기 라틴어의 갈리아 지방 형태로 대체되며, 쓰이지 않게 되어 결국에는 단절되었다. 갈리아 지역에 로마의 통제력은 4, 5세기에 악화되어, 결국에는 프랑크족, 서고트족, 부르군트족에게 상실한다. 갈리아 지역에 대한 로마의 지배권에 대한 마지막 자취는 수아송 전투 (486년)에서 시아그리우스의 패배와 함께 사라진다.

## 지리적 구분

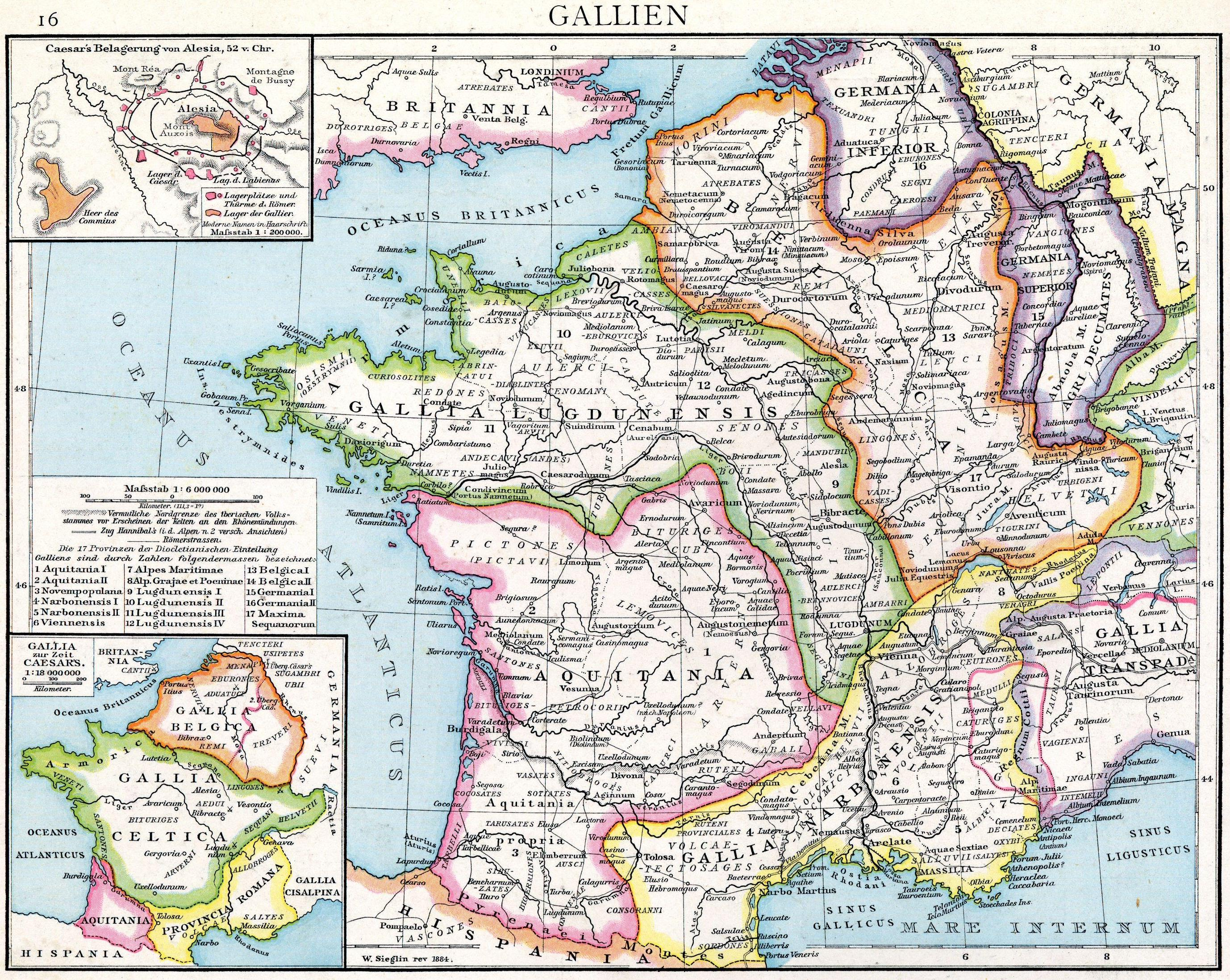
요한 구스타프 드로이젠이 그린 로마령 갈리아 지도 (1886).

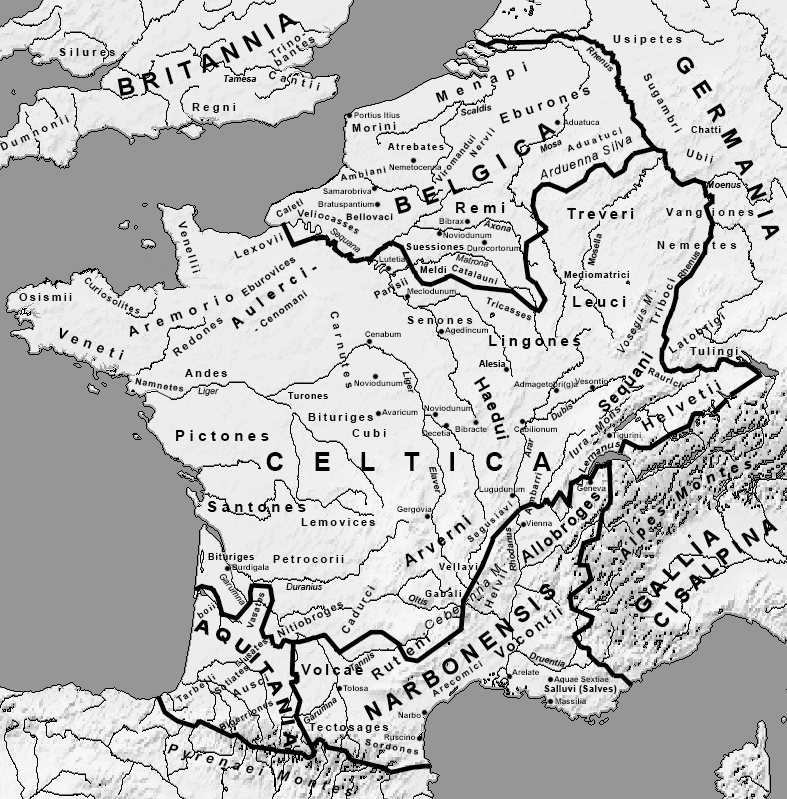
갈리아 전쟁 직전 (기원전 58년) 갈리아의 지도

갈리아는 3개의 지역으로 구분었으며, 그 중 하나는 로마의 여러 속주로 나뉘었다:
1. 갈리아 키살피나 또는 "알프스 쪽 갈리아": 오늘날 북이탈리아 대부분에 해당한다.
2. 옛 갈리아 트란살피나인 갈리아 나르보넨시스 또는 알프스 저편 갈리아"는 로마와 이베리아 반도 사이에 교류를 강화시키기 위한 시도로서, 기원전 121년에 정복되어 합병되었다. 오늘날 프로방스알프코트다쥐르, 랑그도크루시용 대부분, 론알프의 대략 남동쪽 절반에 해당하는 지역들로 이뤄졌다.
3. 갈리아 코마타 또는 "장발의 갈리아" : 프랑스 나머지 지역과 벨기에, 갈리아 전쟁에서 켈트족에게 승리를 거둬 얻은 독일 극서 지역을 포함했다. 로마인들은 갈리아 코마타를 세 개의 속주로 나눴다:

갈리아 아퀴타니아
갈리아 벨기카
갈리아 루그두넨시스
로마인들은 이 거대한 속주들을 하이두이족, 알로브로게스족, 벨로바키족, 세콰니족 (고대 켈트 민족과 부족 보기) 같이 가끔 부족이라고 오해하여 저술했었던, 정복 이전의 공동체나 정치 체제에 거의 일치하는 키비타테스로 나눴지만, 이 키비타테스들은 너무나 거대하여, 더 작은 단위인 파기 (pagi)로 나눴으며, 이 용어는 결국에 현대 프랑스어 단어 페이 (pays)가 되었다. 이 행정 조직 체계는 로마인들이 자신들의 지방 체계 분류법을 도입한 것이였고, 키바타테스는 프랑스의 교회 주교령과 교구가 되는 구분의 근거가 되기도 하였으며, 이는 프랑스 혁명 때까지 약간의 변화만이 있었을 뿐 유지되었다.

## 언어와 문화

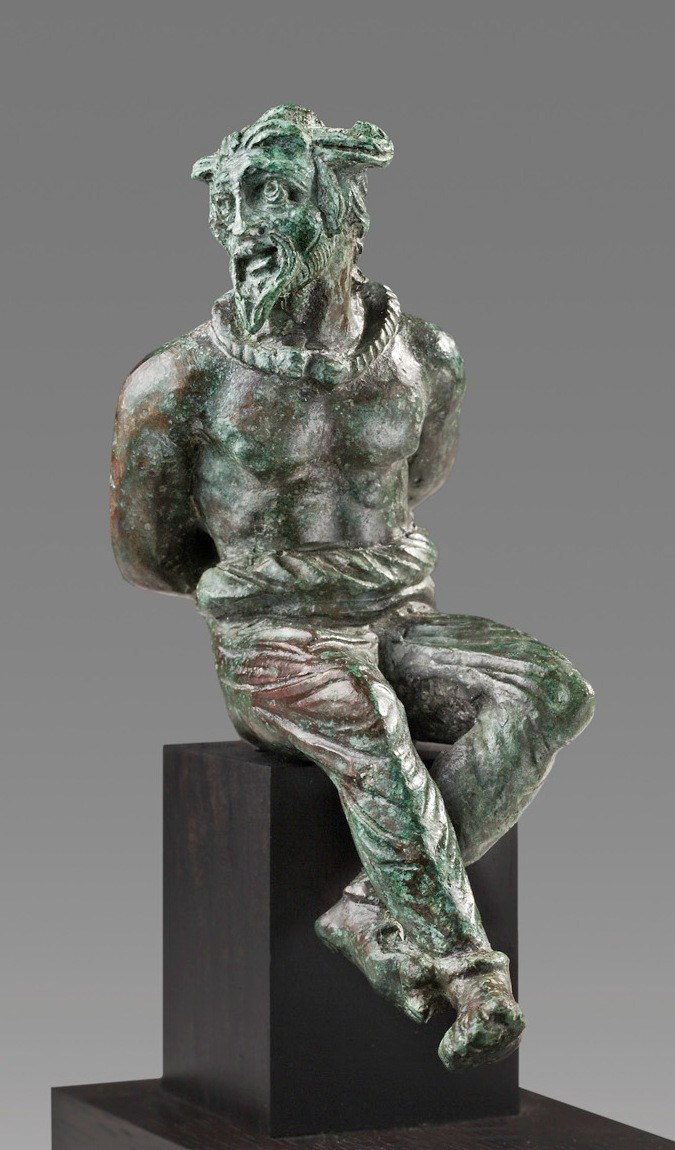
2세기에 로마 시대의 포로로 잡힌 갈리아인 청동상

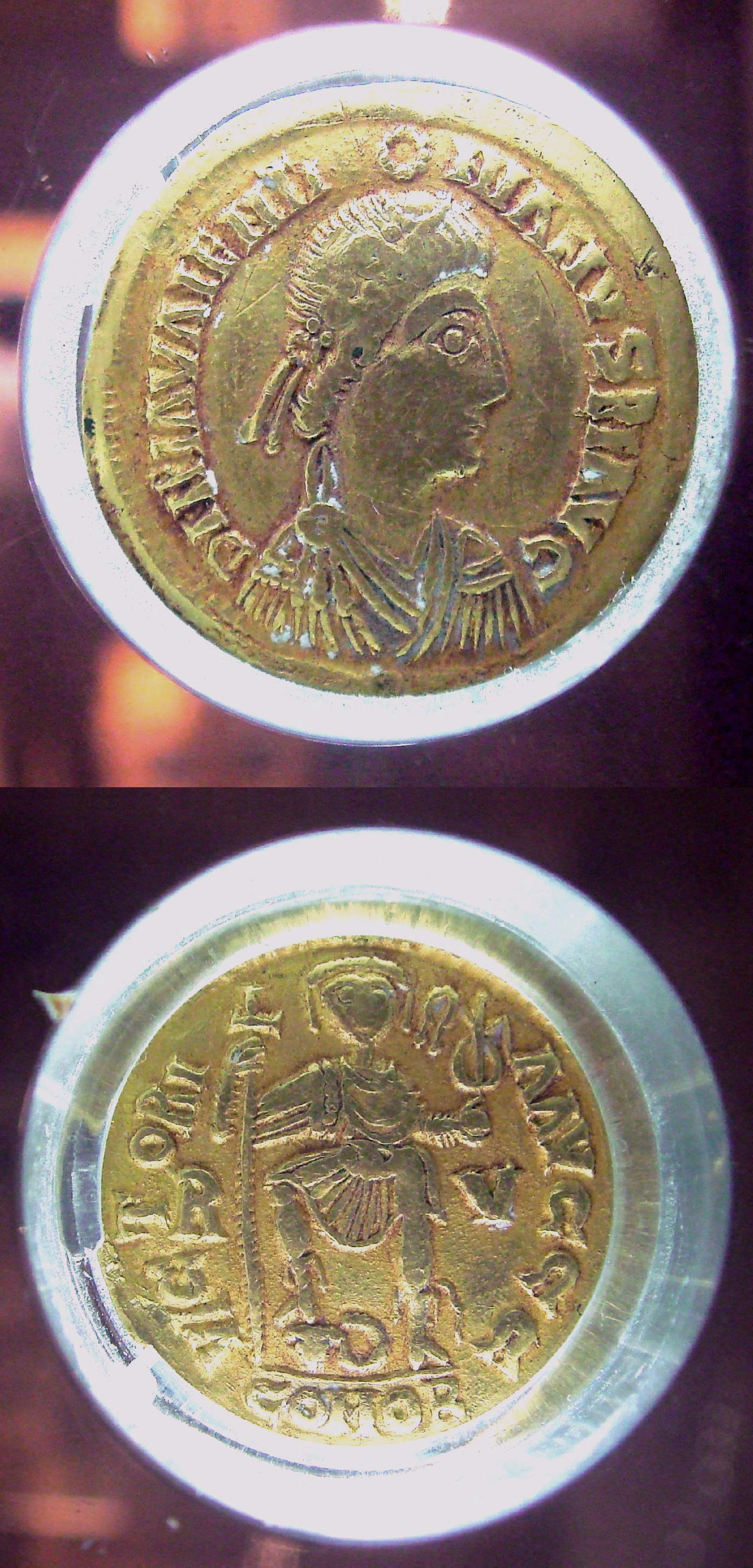
440년-450년 북 갈리아의 소우, 4240 mg.

카이사르의 정복과 서로마 제국 멸망 사이 다섯 세기 동안에, 갈리아어와 문화적 정체성은 새로운 지배 계층의 로마 문화와 혼합되어, 갈리아로마 문화로 발전하였으며, 이 문화는 마침내 사회 전계층으로 침투되었다. 갈리아인들은 일부 비문을 갈리아어로 작성하는걸 계속했으나, 로마 시대에 그리스 문자에서 라틴 문자로 바뀌었다. 최근 연구에서는 로마령 갈리아가 특정 사회적 상황에서만 로마적이었고, 물질 문화에서 우위는 영구적인 많은 켈트적 요소들에 대한 더 나은 역사적 이해를 방해했다고 주장한다. 로마의 영향력은 도시 지역 종교와 행정에서 가장 두드러졌다. 드루이드 신앙은 클라우디우스 1세 황제에게 탄압받았고, 몇 세기 뒤에 기독교가 전파되었다. 드루이드들의 금지와 로마 종교의 혼합성은 켈트 신앙을 사라지게 했다. 드루이드 신앙은 오늘날 거의 알려져있지 않으며, 오늘날 켈트 신앙의 대한 지식은 고고학과 아일랜드, 웨일스 같이 일부 고립된 지역들의 문헌들을 토대로 한다.
로마인들은 쉽게 자신들의 행정적, 경제적, 미적 (특히 기념물 미술과 건축 부분에서), 저술 문화를 퍼트렸다. 갈리아인들은 전통적인 복장 대신에 로마의 튜닉을 입었다. 로마화된 갈리아인들은 보통 이탈리아에 있는 것과 유사한 작은 마을 단위인 비키 (vici)나 부유한 이들은 빌라이 (villae)에 거주했다.

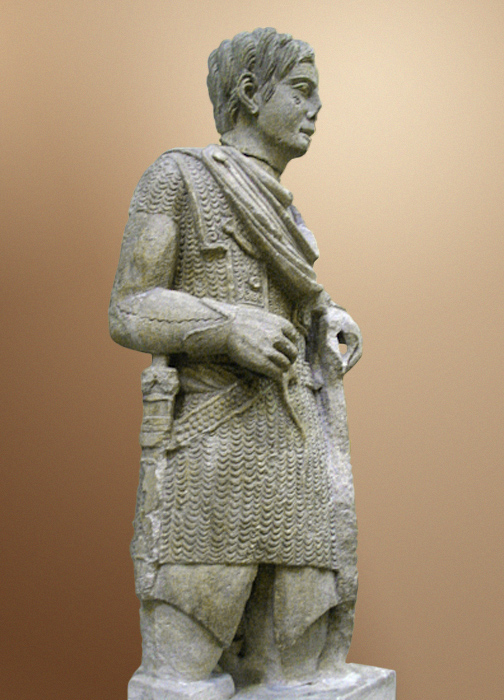
켈트식 방패를 든체, 쇠사슬 갑옷을 입고 목에는 켈트의 토크를 한 로마화된 갈리아 전사를 묘사한 조각상인 기원전 1세기 바셰레의 전사.

살아남은 켈트 영향력은 3세기 로마 제국의 문화에 역으로 스며들기도 했다. 그 예로 카라칼라 황제의 별칭으로 붙기도 한 갈리아식 튜닉은 로마의 패션으로 대체되지는 않았지만, 배럴 (로마의 암포라 보다 더 오래 저장 가능)과 쇠사슬 갑옷 같이 갈리아 장인들의 기술은 로마인들이 도입했다.
켈트 유산은 구어에서도 지속되었다 (프랑스의 역사 보기). 라틴어에 대한 갈리아식 철자법과 발음을 5세기 시인들과 민중 소극에 대한 필사자들에게서 확인할 수 있다. 최후의 갈리아어 구사자들은 6세기나 7세기까지 있었던 것으로 보인다. 갈리아어 사용이 6세기 중반에 "갈리아어로 'Vasso Galatae'라고 불렸던" 성지가 파괴됐고 완전히 불타버렸다고 묘사한, 투르의 그레구아르의 인용을 통해 증명되었다. 물질 문화 면에서는 상당한 로마화가 이뤄졌음에도, 로마가 갈리아를 지배하는 동안에, 갈리아어는 라틴어와 공존하며, 생존했고 구사되었다.
게르만식 지명들은 국경 지역에 정착 (로마의 허가를 받은)한 게르만족 개척자들에 의한 것으로 증명되었다. 4세기에서 5세기까지, 프랑크족은 북부 프랑스와 벨기에에 정착하고, 알레만족은 알자스와 스위스, 부르군트족들은 사부아에 정착했다.

## 로마 제국 멸망 후
로마의 행정 체계는 이탈리아를 지키기 위해 남은 로마군이 남동쪽으로 물러나면서 결국에 붕괴했다. 455년과 476년 사이에 서고트족, 부르군트족, 프랑크족들이 갈리아의 지배권을 가졌다. 그럼에도 특정한 켈트 문화 측면은 로마 행정과 457년에서 486년까지 지속된 서로마 제국의 잔류 영토였던 수아송 왕국 멸망 뒤에도 지속됐다.
486년에 프랑크족은 수아송 전투에서 갈리아내 마지막 로마 세력을 패배시켰다. 그 이후로 거의 곧바로 갈리아의 대부분이 최초의 초대 프랑스 왕들이라고 할 수 있는 메로빙거의 지배하에 들어온다.
특정 갈로로마인 귀족가들은 주교령 도시들에서 세력을 유지했다 (마르세유의 마우로니투스 (Mauronitus) 가문과 투르의 그레구아르 주교 같은 경우). 대부분이 강력한 가문들인 게르만족 방식의 명칭과 가문들의 출연은 7세기 중반부터 갈리아/프랑키아에서 두드러졌는데, 따라서 이는 권력의 중심이 틀림없이 바뀌었다는 것을 나타낸다.
로마 후기의 갈로로마 (또는 속라틴어) 억양은 북쪽에서는 오일어와 고대 프랑스어, 남쪽에서는 오크어로 발전했다.
갈리아라는 명칭과 어구들은 750년대 메로빙거 시대 말까지 최소한 문서에서는 계속 사용되었다. 이어지는 카롤링거 시대 (751-987) 기간에 프랑키아, 그 다음에는 프랑키아 오키덴탈리스라는 표현이 프랑크인의 왕국 (regnum francorum)이라는 정치적 현실을 묘사하기 위해 서서히 퍼졌다

## 같이 보기
- 갈리아의 그리스인